# Арки
А́рки (итал. Archi; на местном диалекте — Iìrchë) — город в Италии, расположен в регионе Абруццо, подчинён административному центру Кьети.
Население составляет 2325 человек, плотность населения составляет 83 чел./км². Занимает площадь 28,18 км². Почтовый индекс — 66040. Телефонный код — 00872.
Покровителем города считается святитель Николай Чудотворец. Праздник города ежегодно празднуется 9 мая.